# 托萨斯
托萨斯（西班牙語：Tosas，加泰隆尼亞語發音：[ˈtɔzəs]）是西班牙加泰罗尼亚赫罗纳省的一个市镇。总面积62平方公里，总人口148人（2001年），人口密度2人/平方公里。